# Jamaicastes baroni
Jamaicastes baroni är en insektsart som beskrevs av William Lucas Distant 1906. Jamaicastes baroni ingår i släktet Jamaicastes och familjen lyktstritar. Inga underarter finns listade i Catalogue of Life.